# Stupnice obtížnosti (extrémní lyžování)

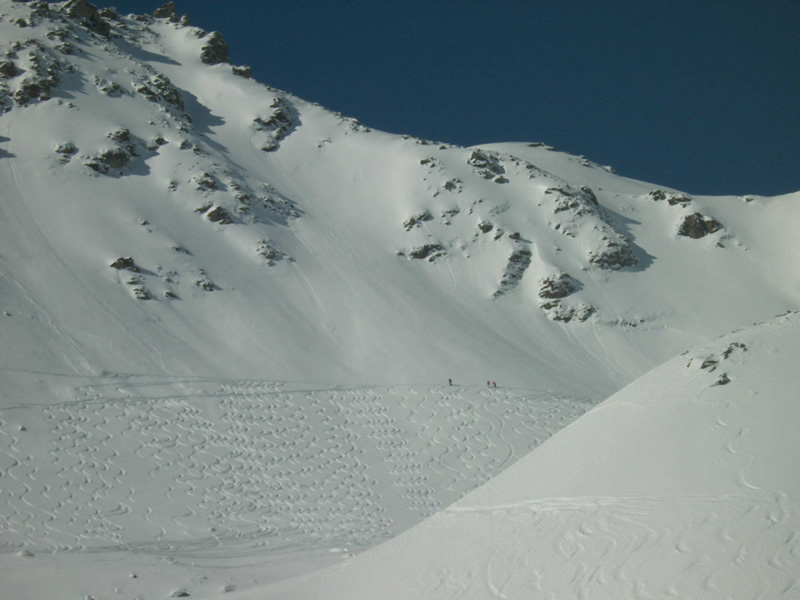
Mitterkar v údolí Malfon(Arlberg, Austria)

Existuje celá řada různých stupnic obtížnosti v extrémním lyžování. Každá z nich přistupuje k hodnocení z jiné strany.
1. Stupnice Blanchére – je založená, stejně jako horolezecké stupnice, na schopnostech uživatelů, tedy lyžařů.
2. Stupnice Traynard – se naopak věnuje popisu konkrétních a zcela klíčových faktorů jednotlivých sjezdů: sklon, expozice (v tomto případě se rozumí „vzdušnost“ sjezdu), kritická místa (skály, ledovcové trhliny).

- S1 – terén rovinného charakteru
- S2 – mírně skloněný terén do 20°, bez strmých úseků
- S3 – otevřené široké svahy do 35°, někdy i se strmějšími úseky
- S4 – sklon do 45°, bez větší expozice
- S5 – žlaby a kuloáry se sklonem 45° – 55°, nebo 35° – 45° při velké expozici
- S6 – sklon nad 50° při velké expozici, jinak víc než 55°
- S7 – skoky přes skalní pásy a ledovcové zlomy na velmi strmých svazích